# Ramil Isłamow
Ramil Raisowicz Isłamow (ros. Рамиль Раисович Исламов; uzb. Ramil Raisovich Islomov; ur. 21 sierpnia 1973 w Taszkencie) – uzbecki i od 2003 roku rosyjski zapaśnik w stylu wolnym. Dwukrotny olimpijczyk. Ósmy w Atlancie 1996 i dziewiętnasty w Sydney 2000 w wadze 62–63 kg.
Pięciokrotny uczestnik mistrzostw świata, srebrny medalista w 1997 i brązowy w 1999. Srebro na igrzyskach azjatyckich w 1998. Trzy medale na mistrzostwach Azji, złoto w 1995 i 2000 roku. Pierwszy w Pucharze Świata w 1996; czwarty w 2002 i 2006. Piąty na mistrzostwach Europy w 2003 roku.